# Septentriopora karasi
Septentriopora karasi is een mosdiertjessoort uit de familie van de Calloporidae. De wetenschappelijke naam van de soort is voor het eerst geldig gepubliceerd in 2006 door Kuklinski & Taylor.